# Печище (река)
Печище — река, левый приток реки Чёрный Июс, протекает по территории Орджоникидзевского района Хакасии и Шарыповского района Красноярского края. Длина — 59 км, площадь водосбора — 580 км².
Исток расположен у подножия восточного склона возвышенности (850,1 м), в верховьях протекает по полого увалистому слаборасчлененному пенепленизированному низкогорью, покрытому осиново-березовыми и лиственнично-березовыми лесами, в среднем и нижнем течении — по полого-увалистому мелкосопочнику с луговыми и сухими степями. В среднем и нижнем течении пойма заболочена.
Характер течения преимущественно равнинный (падение 100 м, уклон 6,6 м км). В долине расположены села Костино и Агаскыр.

## Притоки
Объекты перечислены по порядку от устья к истоку.
- 11 км: Чергатинский[5] (пр)
- 30 км: Верхнее Печище[3] (лв)
- 32 км: Среднее Печище[3] (лв)
- Луковый[7] (лв)
- Луков[7] (лв)
- Вершина Чарочкина[7] (пр)
- Муравьиный[7] (пр)
- Талый Тяжин[7] (пр)

## Данные водного реестра
По данным государственного водного реестра России относится к Верхнеобскому бассейновому округу, водохозяйственный участок реки — Чулым от г. Ачинск до водомерного поста села Зырянское, речной подбассейн реки — Чулым. Речной бассейн реки — (Верхняя) Обь до впадения Иртыша.
Код водного объекта — 13010400112115200014548.